# Bilan de matière
Un bilan de matière (parfois simplement bilan matière) est l'application du principe de conservation de la masse à l'analyse d'un système. En analysant soigneusement les flux de matière entrant et sortant, un bilan matière permet d'identifier et de déterminer la composition chimique de flux de matière qui autrement seraient passés inaperçus ou auraient été difficilement accessibles.

## Génie chimique
Le bilan matière, parfois appelé MB (Mass Balance en anglais) est un document majeur pour l'étude d'une réaction chimique ou d'un procédé industriel. Il permet de prévoir entre autres le rendement, la consommation des réactifs ou de certaines sources d'énergie comme la vapeur.
Un bilan matière industriel se concentre généralement sur un procédé et est conjointement rédigé avec le schéma de procédé (PFD) et divers schéma blocs au début d'un projet. Il prend la forme d'un tableau qui décrit précisément la composition des flux à des endroits donnés du procédés et doit donner une masse identique en entrée et en sortie.
Il est possible d'indiquer sur un PFD les valeurs les plus importantes d'un bilan matière de sorte à aider à la compréhension du procédé et à jauger ses flux.